# Экономические Полянки
Экономические Полянки — упразднённая в 2011 году деревня в Кадошкинском районе Республики Мордовия России. Входила в состав Глушковского сельского поселения.

## География
Располагалась в центральной части региона, в юго-восточной части района, в пределах северной лесостепи Приволжской возвышенности, на левом берегу реки Исса, в 1 км к юго-востоку от окраины села Глушково.

## История
В «Списке населённых мест Пензенской губернии за 1869» Нагорные Полянки (Малые Экономические Полянки) казенная деревня из 43 дворов Инсарского уезда.
Исключена из учётных данных в 2011 году.

## Население
| 2002 |
| ---- |
| 9    |

Национальный состав
Согласно результатам переписи 2002 года в посёлке проживало 9 человек, русские — 100 %